# Eumusonia
Sinomiopteryx es un género de mantis (insecto del orden Mantodea) de la familia Thespidae. Es originario de América.

## Especies
Contiene las siguientes especies:
- Eumusonia intermedia
- Eumusonia livida
- Eumusonia viridis